# 퇴역전선 (드라마)
《퇴역전선》은 1987년 9월 14일부터 1987년 10월 6일까지 방영된 문화방송 월화 미니시리즈로, 70년대 경제발전과 더불어 급성장했다 사라진 모 그룹 등을 모델로 기업인의 생리를 다뤘다.

## 등장 인물
- 정동환 : 백상우 역
- 강인덕 : 천승진 역
- 박규채 : 천두일 역
- 조경환
- 김상순
- 정혜선
- 김영옥
- 김주영
- 이미지 : 김혜란 역
- 강문영 : 천희진 역
- 노경주 : 백영민 역
- 방희
- 엄유신
- 홍순창
- 김호영